# Bazilika Nanebevzetí Panny Marie (Brno)
Bazilika Nanebevzetí Panny Marie je gotický kostel v Brně, součást areálu Starobrněnského kláštera. Nachází se na Mendlově náměstí ve čtvrti Staré Brno. Celý areál kláštera je i s kostelem chráněn jako kulturní památka a v listopadu 2022 byl s účinností od 1. července 2023 prohlášen národní kulturní památkou.
Počátky kostela sahají do první poloviny 14. století. Tehdy zbudovala královna Eliška Rejčka, vdova po českých králích Václavu II. a Rudolfu Habsburském, u farního kostela Panny Marie na Starém Brně roku 1323 klášter cisterciaček s novým gotickým chrámem, jehož půdorys je ve tvaru kříže. Sama Eliška byla po své smrti roku 1335 pochována pod oltářem svatého Kříže. Cisterciácký konvent byl roku 1782 na základě tzv. josefínských reforem císaře Josefa II. zrušen a do kláštera přesídlili augustiniáni. Samotná bazilika byla v 18. století mírně barokizována. Roku 1987 byl chrám papežem Janem Pavlem II. povýšen na baziliku minor.

## Založení kostela
K založení kostela se vztahuje stará brněnská pověst o „praporkové věštbě“. Královna Eliška Rejčka své stáří trávila na hradě Špilberk a měla v plánu nechat vystavět nový klášter s kostelem. Volbu místa svěřila náhodě. Z Hladové věže na Špilberku vyhodila tři praporky a čekala, kam dopadnou. První praporek dopadl hned pod hradem, na Starém Brně, Eliška zde tedy nechala založit klášter věnovaný cisterciáckému řádu. Druhý praporek nikdo nikdy nenašel, protože ho vítr zanesl daleko, až někam k Veveří. 

## Stavba
Starobrněnský kostel byl vybudován v těsné blízkosti staršího a menšího farního kostela Panny Marie. Po architektonické stránce není zcela jednolitým dílem.
Stavba celé baziliky je gotická, zbudovaná z neomítnutých režných cihel, přičemž obvyklého gotického stavebního prvku, kamene, se zde užívalo pouze velice střídmě. Inspirací k tomu byly nejspíše gotické stavby v Porýní (Kolín nad Rýnem), Hesensku a Slezsku. V podobném stylu nechala Eliška Rejčka vystavět již katedrálu sv. Ducha ve svém předchozím sídelním městě Hradec Králové. Konstrukce chrámu je zajímavá především svou křížovou koncepcí, která spočívá ve vzájemném kolmém protnutí dvou lodí, které tak vytváří tvar kříže. Pozdější barokizace provedená Mořicem Grimmem, se projevila hlavně na interiéru. Oltáře a kazatelnu dodal brněnský sochař Ondřej Schweigl. Celková podoba chrámu si však zachovala téměř čistý gotický vzhled. Pro interiér chrámu, který byl rozsáhle restaurován v roce 2000, jsou příznačné barevně zdobené zdi a četné nástěnné malby znázorňující světce.
Na východě je zakončen trojlistým závěrem, jehož jednotlivé části jsou pětiboce ukončeny. Na křížení tohoto trojlistu navazuje na západě jedno klenební pole, které je stejně vysoké. Severní a jižní ramena závěru jsou menší a nižší, než vlastní k východu obrácený presbytář. Budova má celkový charakter krátkého bazilikálního trojlodí vsunutého mezi východní trikonchos a rozměrnou příčnou loď, která z obrysu stavby výrazně vyniká. Střední pole je přibližně kvadratické a boční ramena obsahují dvě obdélná pole. Na západě se střední pole transeptu otevírá do hlavní lodi, která se skládá ze čtyř klenebních polí. Na jihu provází mnohem nižší boční loď. V západní části hlavní lodi se nachází veliká empora řeholnic. Postupný růst a dostavba kostela se nejvíce projevují v nosných pilířích, přízemních pilířích a zejména ve tvarech okenních kružeb.  U severního boku byly budovy konventu situovány s rajským dvorem.
Klášter byl v první polovině 18. století zbarokizován pod vedením Mořice Grimma, avšak v roce 1782 za reforem Josefa II. zrušen. Místo cisterciaček sem přišli augustiniáni od svatého Tomáše, kostela v centru Brna.

### Interiér
V interiéru převládá křížový typ klenby, který se vyskytuje i v hlavní i v příčných lodích. Jednotlivá žebra klenby jsou zakončena konzolami. Zdobení a barvy výmalby stropu se v jednotlivých lodích liší, nejvýraznější je však výmalba v presbyteriu. V presbyteriu je paprsčitá klenba s jednoduchými kruhovými svorníky. Velmi dekorativní výmalba znázorňuje nebe se secesně stylizovanými slunci vycházející ze svorníků, kolem nichž poletují andělé.
V 18. stoletím byl interiér barokizován, přičemž v této době byly k bazilice dostavěny i budovy opatství.
Při opravách v letech 1898–1903 byl interiér baziliky opatřen secesní výmalbou, která vlivem vzdušné vlhkosti zpráškovatěla a byla silně znečištěna. Dosud byla obnovena výmalba presbyteria, hlavní lodě a bočního kůru. Bazilika byla rekonstruována i ve 20. století.

### Vybavení baziliky

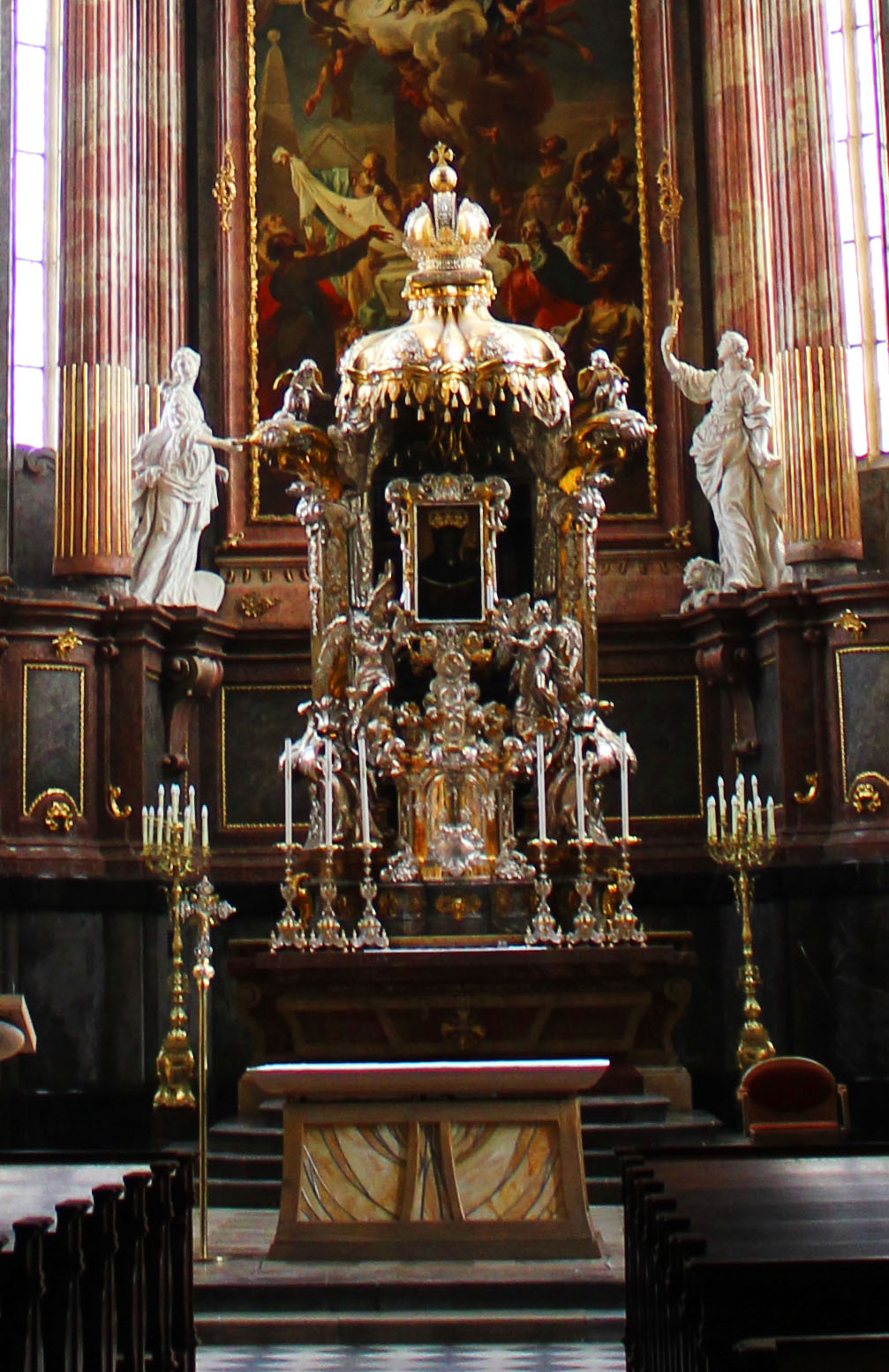
Stříbrný oltář – autor: J. G. Herkommer
Vznikl při příležitosti korunování obrazu „Černé Madony“ (1736), je považovaný za nejvýznamnější stříbrnickou práci na území Moravy.

Stříbrný oltář nechal zhotovit u augšpurského zlatníka Johanna Georga Herkommera převor augustiniánského kláštera v Brně Ondřej Zirkl. Stalo se tak při příležitosti korunování palladia „Černé Madony“ v roce 1736, oltář byl pořízen pro důstojné umístění tohoto uctívaného obrazu v Mariánské kapli kostela sv. Tomáše. Augustiniáni byli v r. 1783, z kláštera u sv. Tomáše přemístěni do bývalého kláštera cisterciaček na Starém Brně, oltář s obrazem Madony sem přestěhovali a umístili na původní menzu jako hlavní oltář baziliky. Oltář, považovaný za nejvýznamnější stříbrnickou práci na území Moravy, byl čtyřikrát stěhován, což se projevilo na jeho konstrukci i opláštění pozlacenou mědí a stříbrným plechem. Obnoveno bylo také zlacení baldachýnu a císařské koruny, rekonstruovány a doplněny byly zdobné prvky perlovců a akantů ze stříbrného plechu.  
Zajímavostí interiéru je též mohutný sedmiramenný svícen z 15. století, ulitý z mosazi.    

#### Obraz Černé Madony
Obraz Černé Madony přinesl do Brna v roce 1356 Karel IV., král český, Otec vlasti, jako dar augustiniánům – eremitům při příležitosti založení jejich kláštera a kostela u svatého Tomáše, na nynějším Moravském náměstí. Madona podle historiků přinášela městu Boží požehnání a prosperitu. Během obléhání města Brna Švédy v roce 1645 se zjevila nad městem Černá Madona, jak rozprostírá svůj ochranný plášť nad městem. Tento doslova signál nebeské přízně dodal Brňanům tolik síly a odvahy, že odrazili i švédský útok. Podobná pomoc se odehrála během prusko-saského nátlaku. Proto je Černá madona uctívaná jako palladium – Ochránkyně města Brna.
Když císař Josef II. roku 1783 odebral augustiniánům jejich klášter, umožnil řeholníkům přestěhovat se spolu s obrazem do tehdy již zrušeného kláštera sester cisterciaček na Staré Brno.

### Exteriér

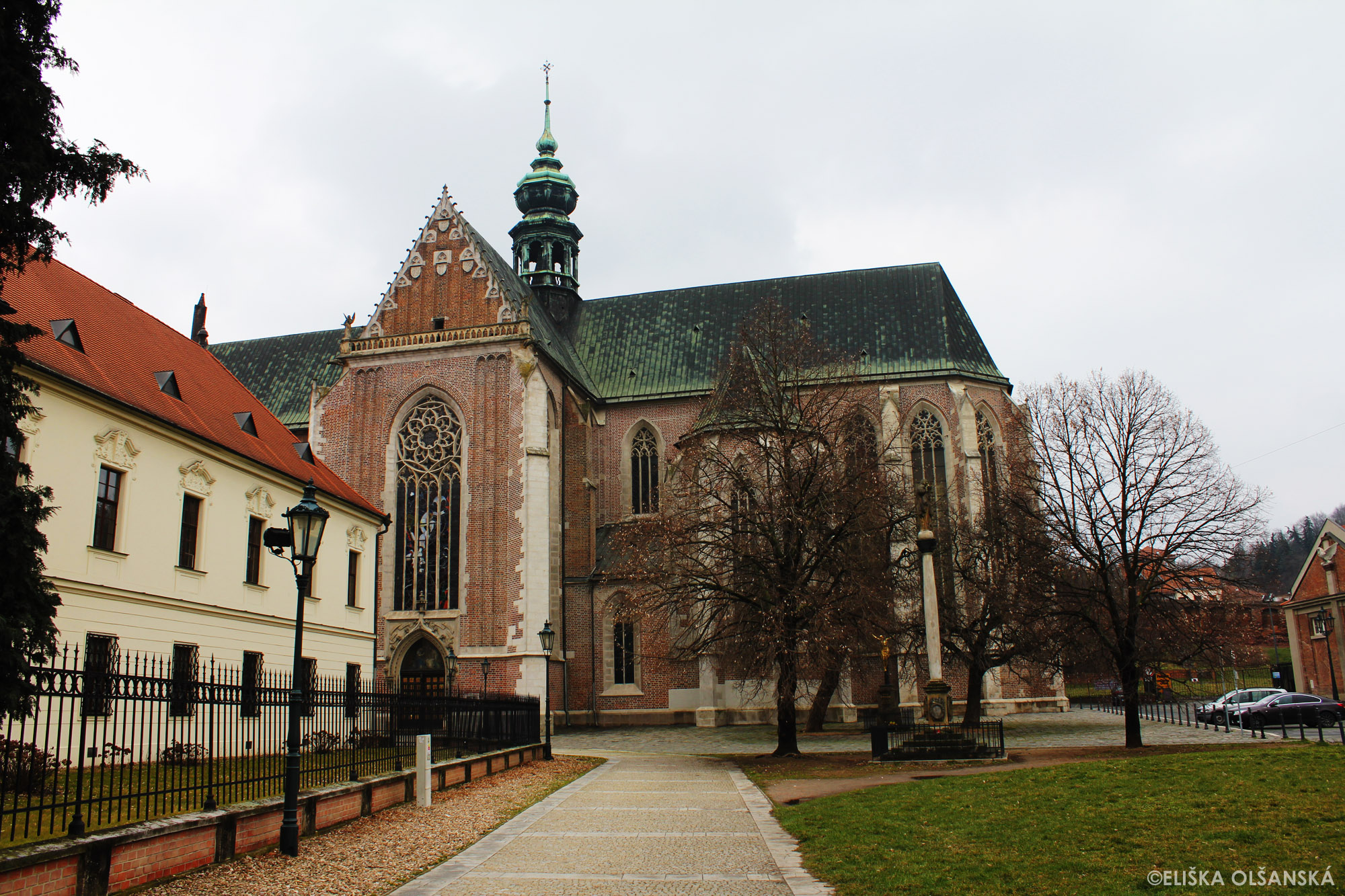
Bazilika - pohled z Mendlova náměstí

Chrám má komplikovaný půdorys s jednou hlavní a dvěma příčnými loděmi a s polygonální barokní zvonicí nad křížením hlavní a velké příčné lodi.
Vstupní portál s lomeným obloukem byl dostavěn až v novogotice. Je zdoben kraby s akantovým listovím a další jemné florální motivy se opakují kolem celého portálu. Vrata jsou dekorována zlatými destičkami s animálními a florálními motivy.
Na bazilice je několik typů kružeb, což způsobeno postupnou výstavbou baziliky. Na východní straně se nachází kružby s pětilístky v kruhu a s ústředním třílístkem ve sférickém trojúhelníku. V kapli jsou okna menší a více lomená. Na kružbě u hlavního vchodu je prvek sedmicípého květu a čtyřlístků.
Jižní fasádě vévodí trojúhelníkový štít nad vstupem do baziliky. Jsou v něm začleněny čtyři erby, označující zakladatelku za manželku vladařů Čech, Moravy, Korutan a Polska –  český lev, moravská a polská orlice a znak Korutan, nad nimiž je vždy trojlístek se sférickým trojúhelníkem. Okolo celého obvodu štítu jsou kraby.
Podél celé stavby jsou umístěny opěrné pilíře, které jsou dělené a stupňovité. Mají zakončení v podobě drobných fiál s kytkami. 
V roce 2013 vznikla na volném prostranství vedle baziliky skulptura Pulihrášek, umělecké dílo z použitých starobrněnských půllitrů ve tvaru hrášku. Mladí umělci tímto vzdali hold přínosu G. J. Mendela, který byl opatem zdejšího kláštera.

## Pohřbení v bazilice
- Eliška Rejčka
- Jindřich z Lipé

## Galerie

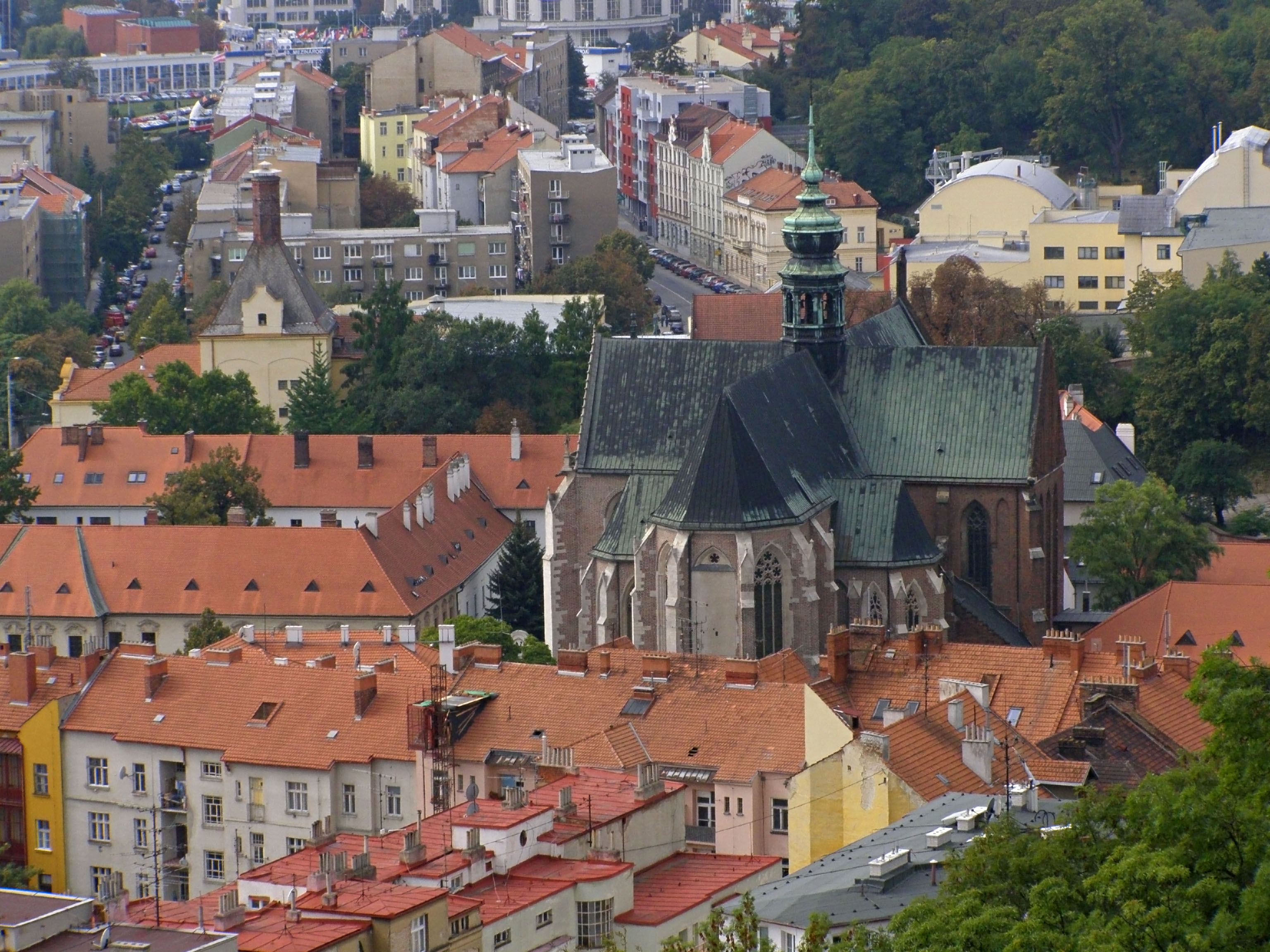
Pohled na baziliku a klášter
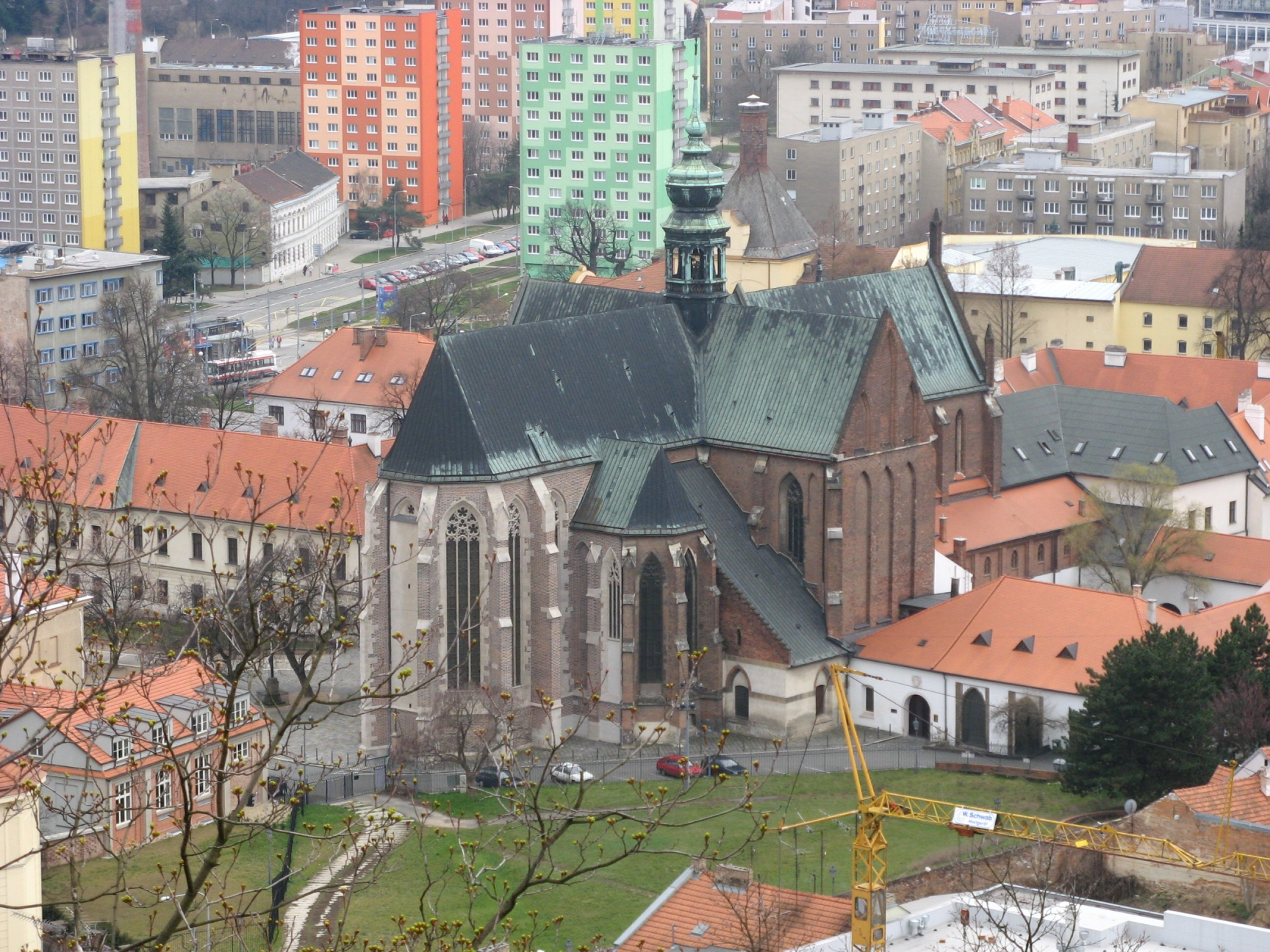
Bazilika ze svahu Špilberku
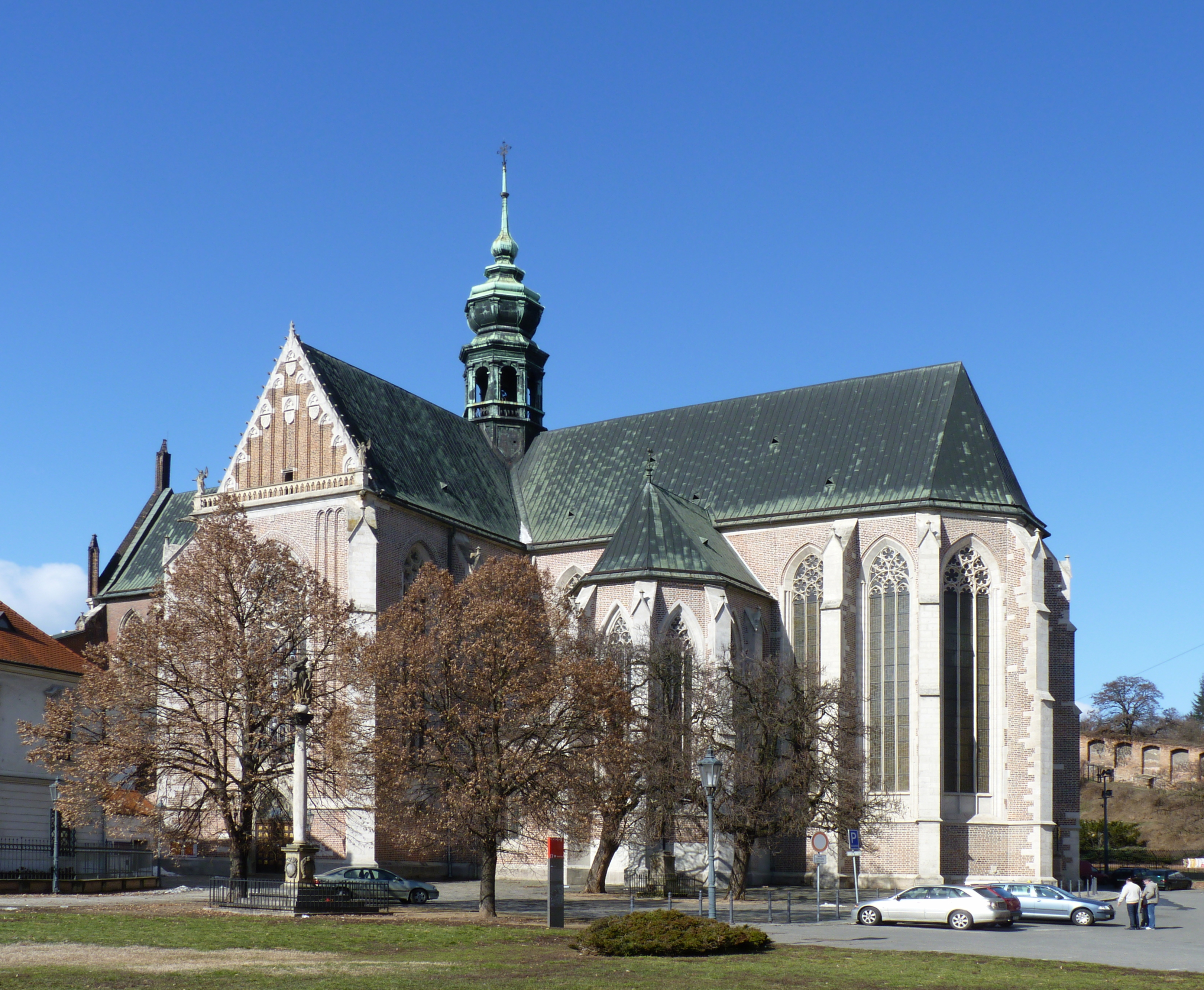
Pohled od jihovýchodu
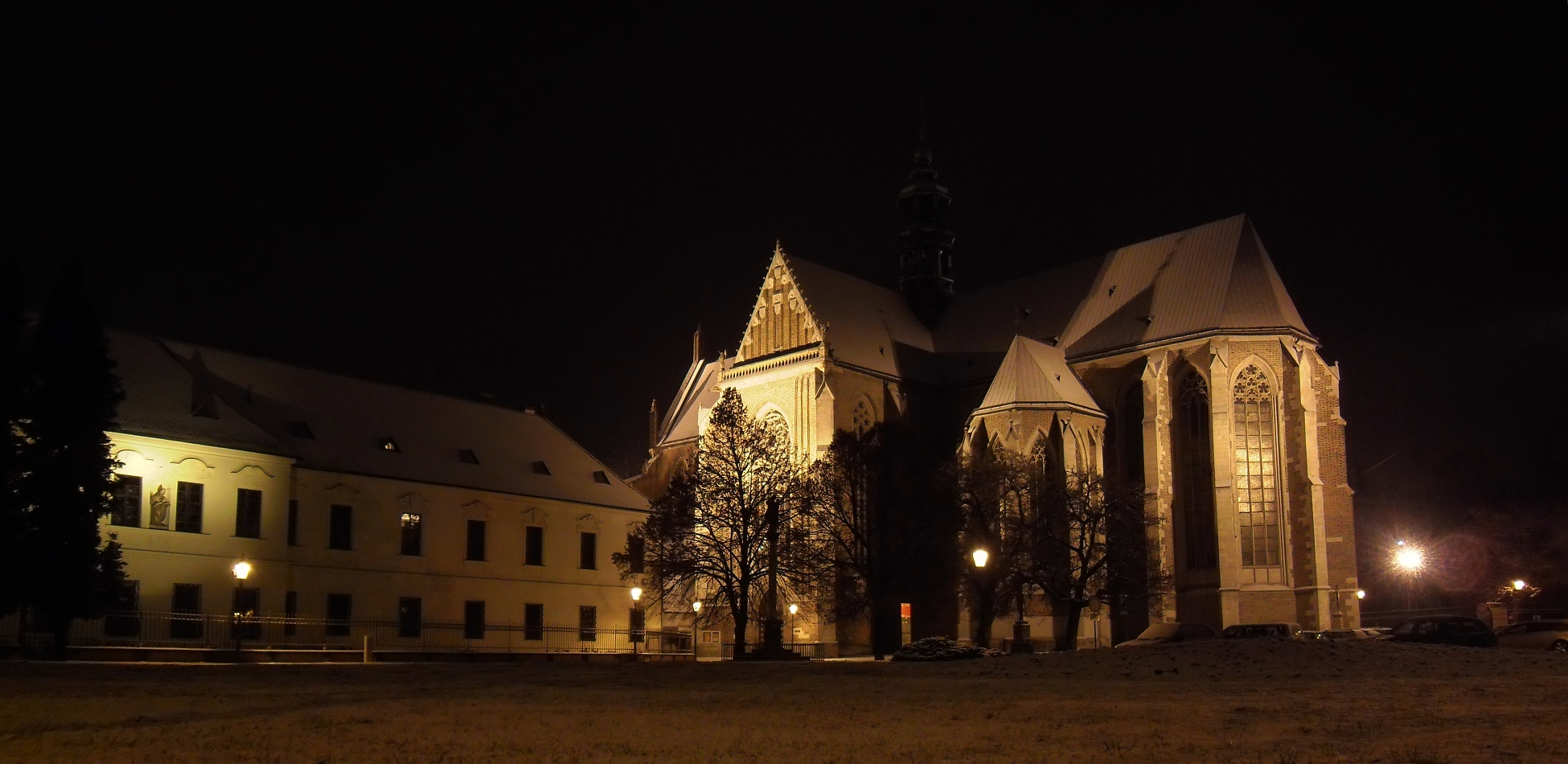
Noční pohled na baziliku
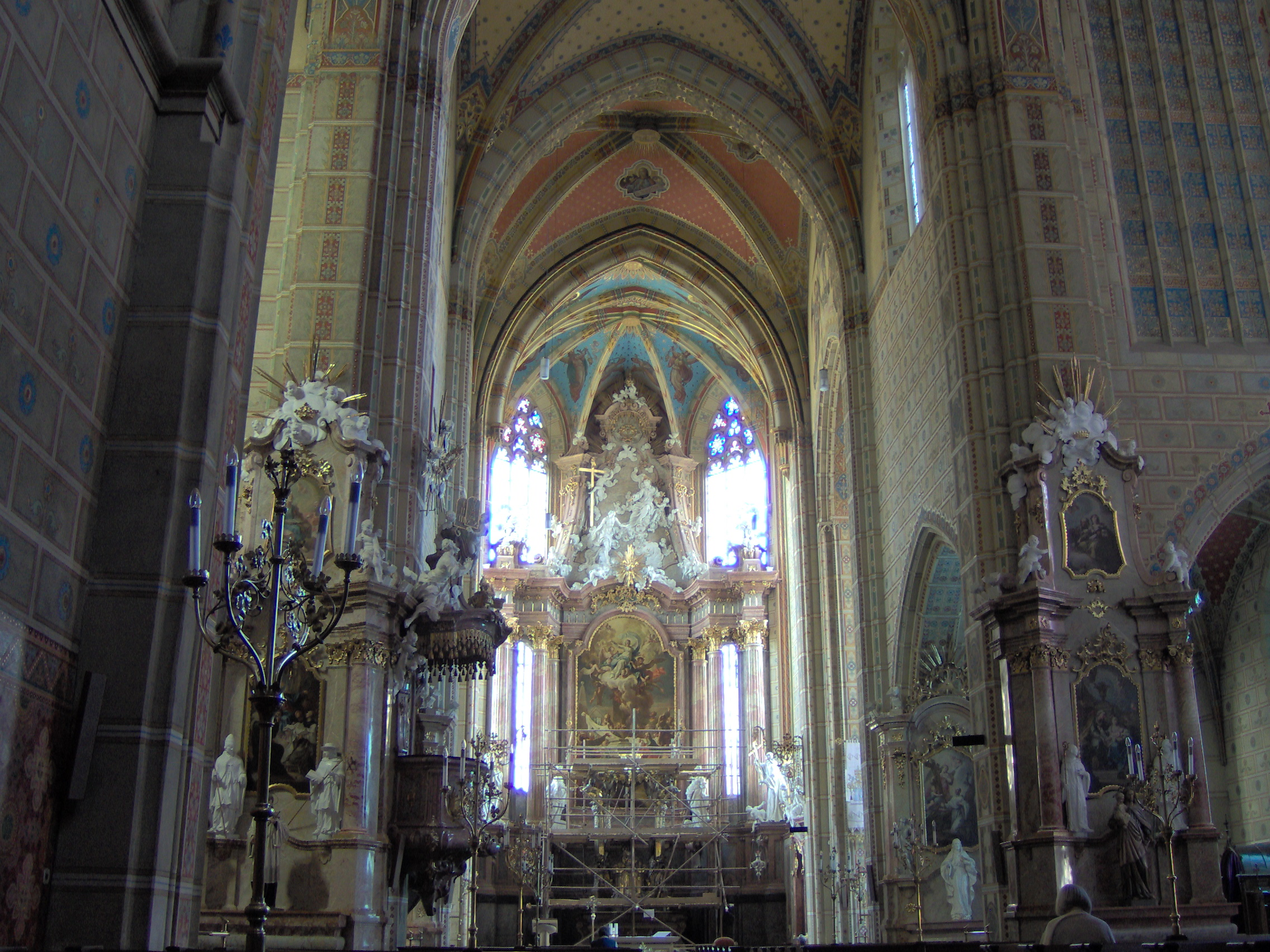
Pohled ze zadní části lodě na hlavní oltář
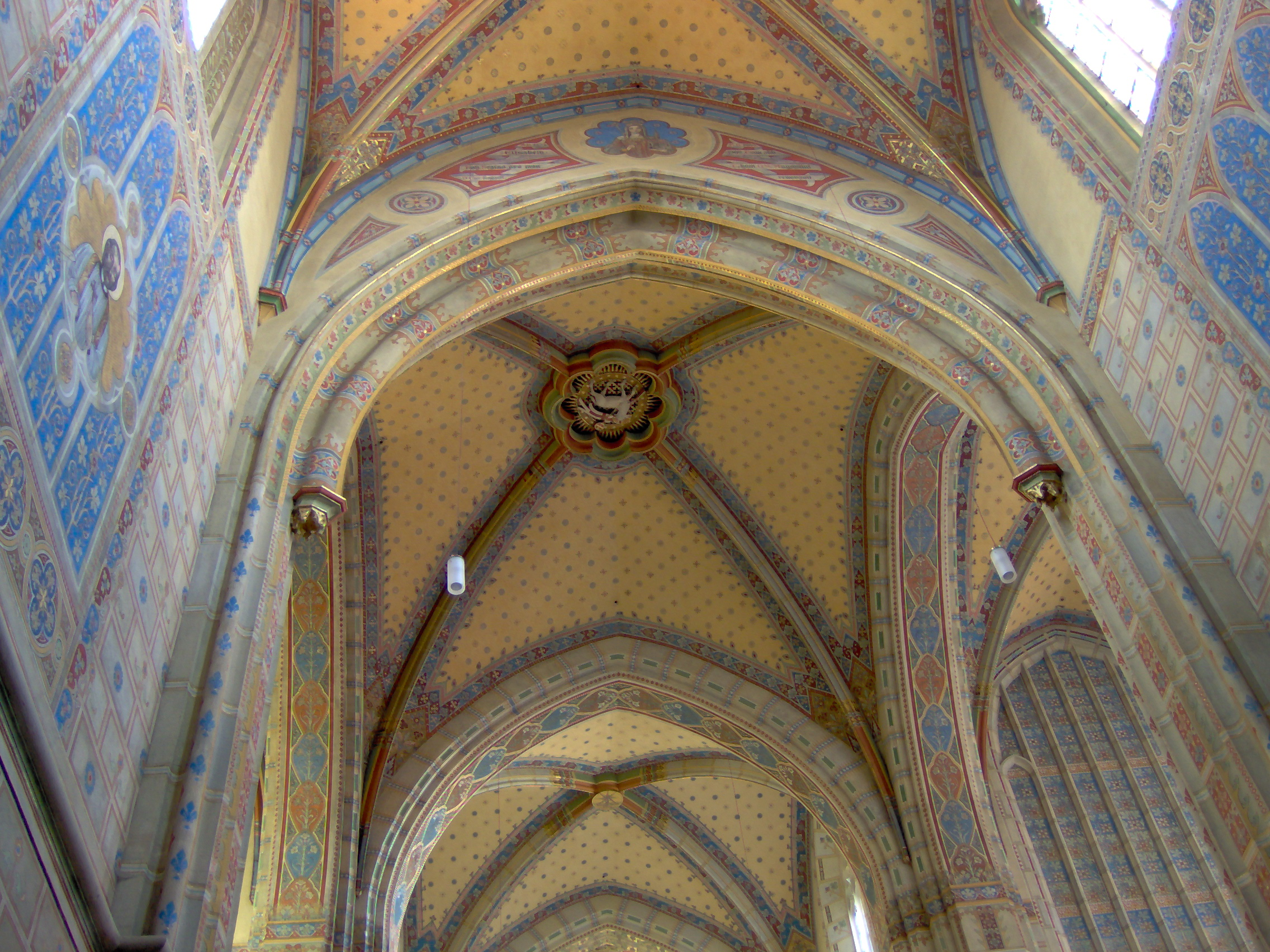
Stropní výzdoba v bazilice
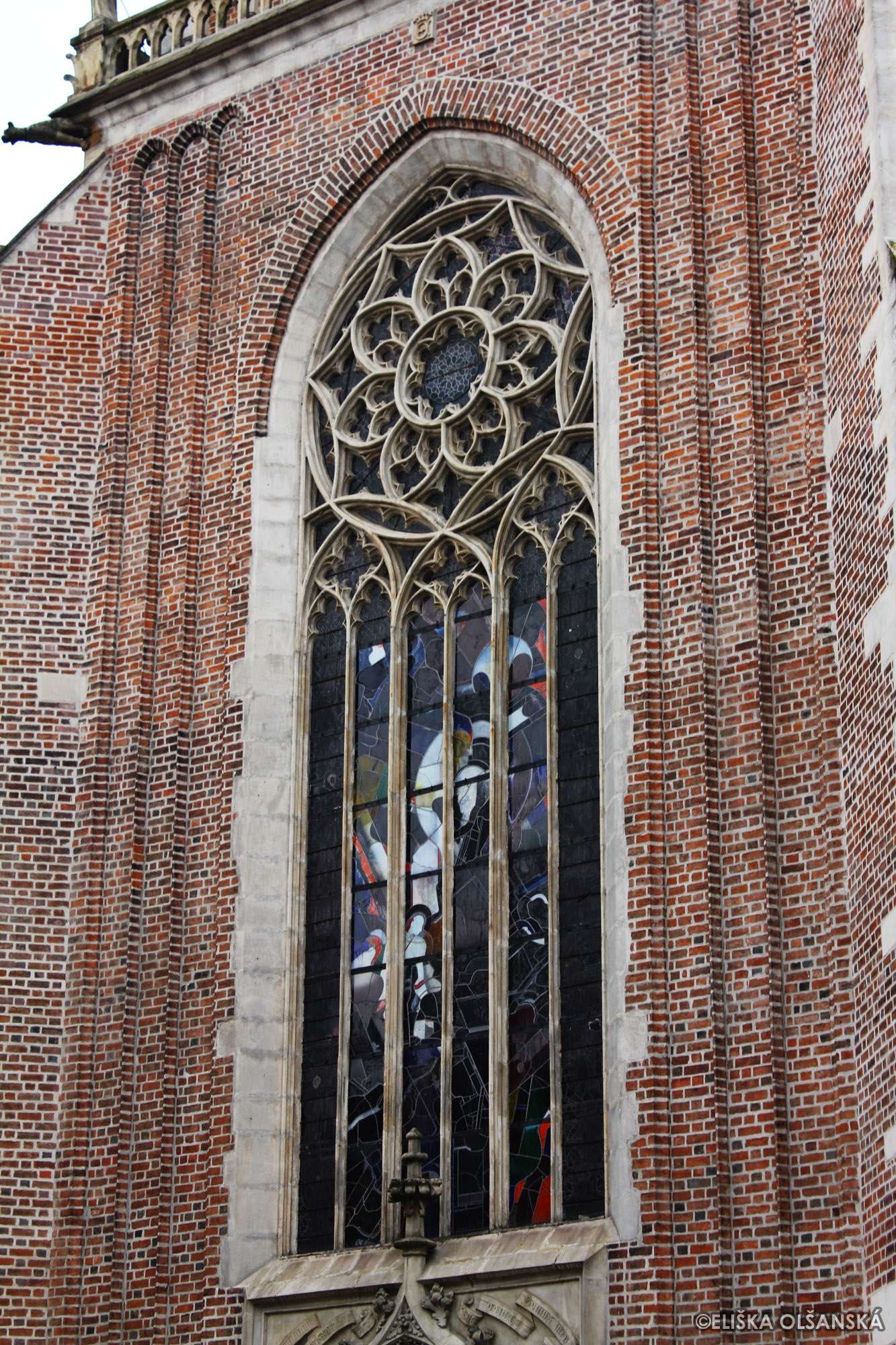
Vitrážové okno
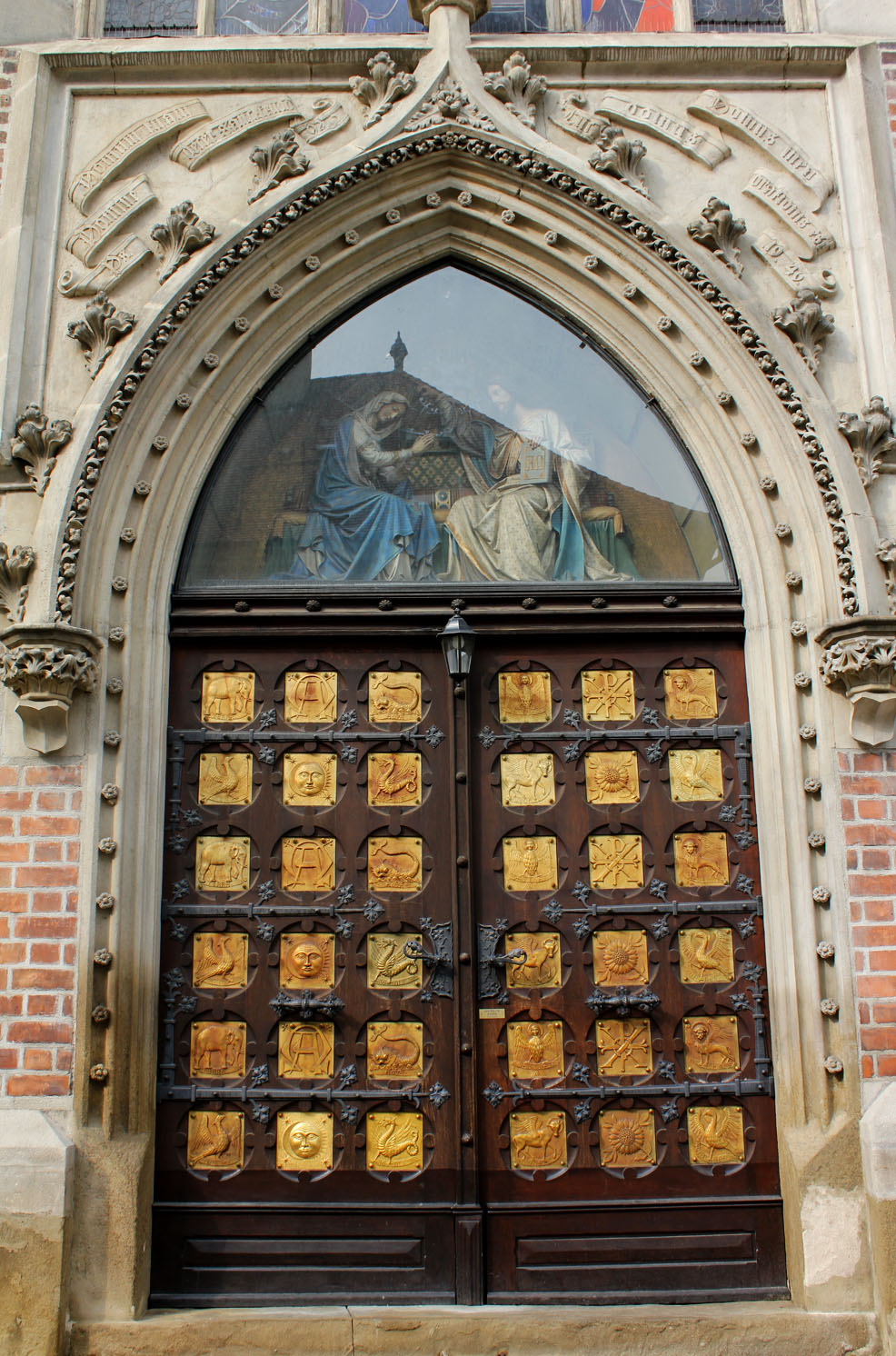
Novogotický pískovcový portál a vrata s kovovými reliéfními pozlacenými deskami
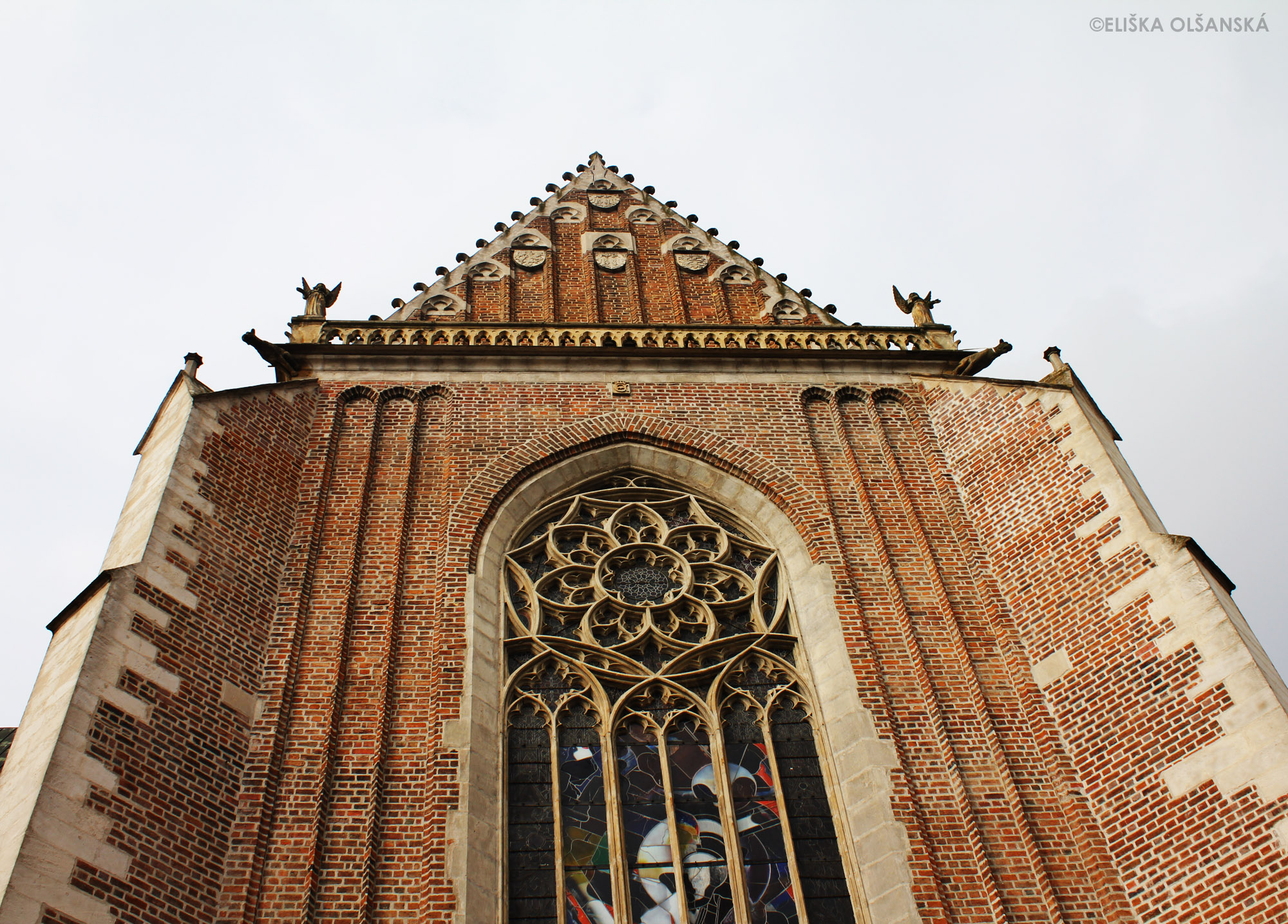
Pohled na vstupní průčelí baziliky
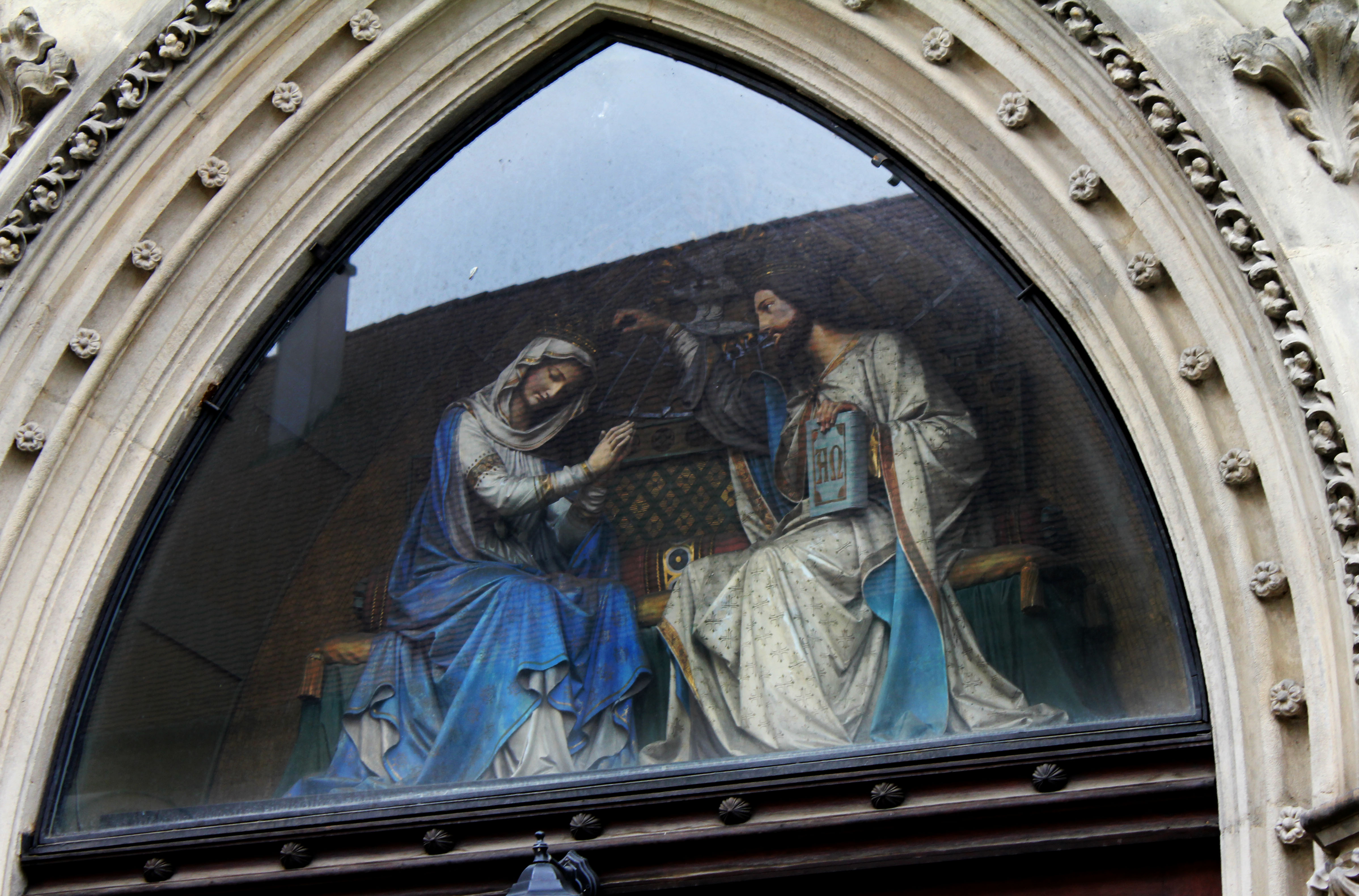
Sousoší Korunování Panny Marie v tympanonu
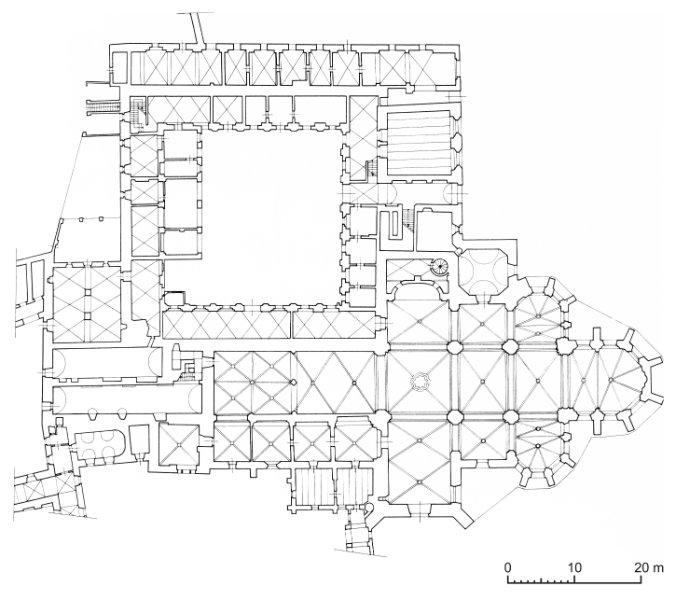
Půdorys baziliky Nanebevzetí Panny Marie v Brně